# خورشیدگرفتگی ۱۶ فوریه ۲۰۴۵
خورشیدگرفتگی ۱۶ فوریه ۲۰۴۵ (به انگلیسی: Solar eclipse of February 16, 2045) یک خورشیدگرفتگی از نوع خورشیدگرفتگی حلقه‌ای است. این خورشیدگرفتگی در تاریخ ۱۶ فوریه ۲۰۴۵ میلادی (‎۲۸ بهمن ۱۴۲۳ خورشیدی) روی خواهد داد که زمان اوج آن، ساعت ۲۳:۵۶:۰۷ به‌وقت ساعت هماهنگ جهانی است. مدت زمان و طول این خورشیدگرفتگی ۷ دقیقه و ۴۷ ثانیه خواهد بود.